# Abu Mansoor Nizar al-Aziz Billah
Abu Mansoor Nizar al-Aziz Billah, fatimidski kalif, * 955, † 996.
Billah je bil peti fatimidski kalif med letoma 975 in 996.
1. ↑  Encyclopædia Britannica
2. ↑  https://pantheon.world/profile/person/Al-Aziz_Billah